# Muhlenbergia reederorum
Muhlenbergia reederorum är en gräsart som beskrevs av Thomas Robert Soderstrom. Muhlenbergia reederorum ingår i släktet muhlygräs, och familjen gräs. Inga underarter finns listade i Catalogue of Life.